# Vu Văn Hà
Vu Văn Hà (tiếng Trung: 于文霞; bính âm: Yú Wénxiá; sinh ngày 6 tháng 8 năm 1989 tại Cáp Nhĩ Tân, Hắc Long Giang) là một người mẫu và là hoa hậu Trung Quốc. Cô đã chiến thắng cuộc thi Miss World 2012 - Hoa hậu Thế giới 2012 vào ngày 18 tháng 8 tại Nội Mông (Trung Quốc). Cô là người Trung Quốc thứ hai đoạt danh hiệu này sau Trương Tử Lâm đăng quang năm 2007 khi cuộc thi cũng tổ chức ở Trung Quốc. Vu Văn Hà là sinh viên nhạc viện và cho biết muốn trở thành một giáo viên dạy nhạc. Cô đang theo đuổi nghề người mẫu chuyên nghiệp.

## Hoa hậu Thế giới Trung Quốc 2012
Vào ngày 30 tháng 6 năm 2012, Vu Văn Hà đăng quang Hoa hậu Thế giới Trung Quốc 2012 tại Resort Jinhai Lake, Bắc Kinh. Cô ngay ban đầu đã được dự đoán sẽ đăng quang cuộc thi khi không có nhiều nhan sắc thực sự nổi bật.

## Hoa hậu Thế giới 2012
Ngày 18 tháng 8 năm 2012, Vu Văn Hà vượt qua hơn 100 hoa hậu từ 100 quốc gia và vùng lãnh thổ khác để chiến thắng ngôi vị Hoa hậu Thế giới năm 2012 được tổ chức tại sân vận động Trung tân Đông Thắng, thành phố Ordos, Nội Mông, Trung Quốc. Cô cũng thắng giải Hoa hậu Tài năng và lọt vào top Hoa hậu Siêu mẫu. Cô đã biểu diễn tài năng ca hát của mình bằng một bài hát dân gian Trung Quốc trên sân khấu trong trận chung kết. Cô đã trở thành Hoa hậu Thế giới thứ hai của Trung Quốc, sau Trương Tử Lâm đăng quang năm 2007. Năm 2013, cô xuất hiện tại đêm chung kết Miss World 2013 và thể hiện một ca khúc opera.
Trong thời gian tại vị Hoa hậu Thế giới, Vu Văn Hà đi đến Vương quốc Anh, Ý, Pháp, Nam Phi, Ấn Độ, Úc, Philippines, Thái Lan, Indonesia, Nga, Hoa Kỳ, Haiti, Brasil và Trung Quốc.
Vào ngày 01 Tháng 4 năm 2013, Văn Hà bị trục xuất khỏi Brazil khi cô đến sân bay quốc tế Tom Jobim ở Rio de Janeiro do không có visa.
Mặc dù nhận ý kiến trái chiều về chiến thắng của mình tại Hoa hậu Thế giới nhưng cô đã lọt Top 5 Miss Grand Slam - Hoa hậu của mọi hoa hậu năm đó bởi chuyên trang sắc đẹp uy tín Global Beauties và cán đích ở vị trí thứ 2 chung cuộc.